# Gauligletscher
Der Gauligletscher ist ein Talgletscher in den östlichen Berner Alpen, im Kanton Bern der Schweiz. Er hatte 2013 eine Länge von etwas mehr als 5 km, ist durchschnittlich 1 km breit und bedeckte 2016 zusammen mit seinen Seitengletschern eine Fläche von knapp 11 km².

## Lage
Seinen Ausgangspunkt nimmt der Gauligletscher an der Ostflanke des Berglistocks und des Rosenhorns, das zur Gruppe des Wetterhorns gehört, auf über 3400 m. In seinem Nährgebiet ist der Gletscher über firnbedeckte Kämme gegen Westen mit dem Oberen Grindelwaldgletscher, gegen Norden mit dem Rosenlauigletscher verbunden. Der Gauligletscher fließt nach Osten und wird im Norden vom Hangendgletscherhorn (3292 m), im Süden von Ewigschneehorn (3329 m), Trifthorn (3230 m) und Hienderstock (3307 m) flankiert. Dabei erhält der Gletscher vom südlichen Talhang, der fast völlig von Firnen bedeckt ist, weiteren Eisnachschub. Der bedeutendste dieser Seitengletscher ist der Grienbärgligletscher, der seinen Ursprung zwischen dem Ewigschneehorn und dem Trifthorn hat. Die Zunge des Gauligletschers endet Anfangs der 2000er-Jahre auf 2150 m und kalbte in zwei Seen, welche sich erst in der zweiten Hälfte des 20. Jahrhunderts beim Rückzug des Gletschers gebildet hatten. Mit dem weiteren Rückzug des Gletschers entstand aus den beiden Seen der Gaulisee, dessen Abfluss das Ürbachwasser ist, das bei Innertkirchen in die Aare mündet.

## Entwicklung
| Jahr         | 1850 | 1973 | 1999/2000 | 2013         |
| Fläche (km²) | 22,6 | 17,7 | 13,1      | 10,83 (2016) |
| Länge (km)   | 9,2  | 6,6  | 6,3       | 5,4          |

## Weiteres
Nördlich der Gletscherzunge steht auf 2205 m die Gaulihütte des Schweizer Alpen-Clubs SAC. Sie dient als Ausgangspunkt für Gletscher- und Bergtouren im Einzugsbereich des Gauligletschers.
Ende 1946 wurde eine amerikanische Militärmaschine auf den Gauligletscher geflogen. Die Rettung der Überlebenden hat damals weltweit Aufsehen erregt; unter anderem war es die erste alpine Luftrettung der Welt (Flugunfall auf dem Gauligletscher).